# آرک‌انجل
«آرک‌انجل» (به انگلیسی: Arkangel)، دومین قسمت از فصل چهارم مجموعه آنتولوژی علمی‌تخیلی بریتانیایی آینه سیاه است. این اپیزود توسط خالق سریال آینه سیاه یعنی چارلی بروکر نوشته شده و جودی فاستر آن را کارگردانی کرده‌است. «آرک‌انجل» همچون دیگر اپیزودهای فصل چهارم سریال در تاریخ ۲۹ دسامبر ۲۰۱۷ توسط نت‌فلیکس منتشر شد.
این اپیزود، داستان زنی به اسم ماری سمبرل را دنبال می‌کند. زنی که به دلایل نامعلوم به تنهایی وظیفه بزرگ کردن دختر خود به نام سارا را برعهده دارد. ماری، زنی بسیار حساس و افراطی است و سعی دارد تا سارا را از هرگونه اتفاقات منفی دور کند. بعد از آنکه سارا برای مدتی هنگام بازی در پارک ناپدید می‌شود، ماری به یک مرکز علمی رفته و با تکنولوژی به اسم آرک‌انجل آشنا می‌شود که در واقع یک تراشه است که در داخل سر فرد قرار می‌گیرد. به کمک آرک‌انجل، ماری می‌تواند همواره جای سارا را پیدا کرد و چیزهای که او می‌بیند را تماشا کند. همچنین بر اساس امکانی که این دستگاه دارد، ماری می‌تواند دیدن صحنه‌های ناخوشایند را برای سارا ممنوع کند. استفاده از این تکنولوژی گرچه ابتدا موجب آرامش ماری است، اما با بزرگ شدن سارا؛ مشکلات تازه خود را نشان می‌دهد.
«آرک‌انجل» نخستین اپیزود از سریال آینه سیاه است که توسط یک زن کارگردانی شده و همچنین اولین اپیزودی است که تمرکز اصلی آن بر روی تأثیر تکنولوژی بر روابط خانوادگی است. اپیزود با واکنش‌های متوسطی از سوی منتقدان مواجه شد. علی‌رغم تحسین کارگردانی جودی فاستر و تیم بازیگری، بسیاری از منتقدان اشاره کردند که این اپیزود آنقدر جهان گسترده‌ای دارد که شاید بیشتر مناسب ساخت یک فیلم مستقل باشد تا اپیزود یک سریال. همچنین بعضی از منتقدان اشاره کردند که این اپیزود بیشتر از پرداختن به تأثیر تکنولوژی در خانواده، مفهوم قدیمی والدین هلیکوپتری را به موضوع اصلی خود تبدیل کرده‌است.